# Hesperomeles goudotiana
Hesperomeles goudotiana là loài thực vật có hoa trong họ Hoa hồng. Loài này được (Decne.) Killip mô tả khoa học đầu tiên năm 1934.